# Prosper Menière

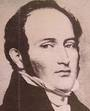
Prosper Menière, vor 1850

Prosper Menière (* 18. Juni 1799 in Angers; † 7. Februar 1862 in Paris) war ein französischer Mediziner und Ohrenarzt. Nach ihm ist der Morbus Menière benannt.

## Leben
Nach dem Studium in Angers setzte er sein Medizinstudium in Paris fort und arbeitete anschließend als Assistent unter anderem von Guillaume Dupuytren am Hôtel-Dieu-Krankenhaus in Paris, wo er 1828 das Doktorat erwarb. Er engagierte sich im Kampf gegen die Choleraepidemie von 1835 und wurde für die geleisteten Dienste in die Ehrenlegion aufgenommen. 1838 wurde er Direktor des Taubstummeninstituts in Paris. Er starb 1862 an einer Lungenentzündung.
Neben seiner intensiven beruflichen Tätigkeit blieb er offen für die Kunst und Kultur seiner Zeit, er war befreundet mit Victor Hugo und Honoré de Balzac.
1861 beschrieb er ein Syndrom von anfallsartigem Schwindel verbunden mit fortschreitender Schwerhörigkeit und Ohrgeräuschen (Morbus Menière). Er definierte dieses Ohrenlabyrinthschwindelsymptom als Problem des Innenohres (bis dahin galt dieses Syndrom als eine Form von Epilepsie) und unterschied dieses vom Schwindel zentralen Ursprungs. Zudem führte er die Erkrankung auf eine Entzündung des Gleichgewichtsorgans (Labyrinth) zurück.
Jean-Martin Charcot machte 1874 diese Symptomentrias als Maladie de Menière (Menière’sche Erkrankung) bekannt.

## Schreibweise des Namens
Prosper Menière selbst schrieb sich nur mit einem Accent grave auf dem zweiten „e“, wovon mehrere handgeschriebene Briefe mit seiner Unterschrift zeugen. In der Literatur finden sich häufig andere Schreibweisen (Ménière, Menier), die teilweise von der Schreibweise auf der Grabkapelle der Familie Menière auf dem Friedhof Montparnasse in Paris herrühren.